# Gavril Movilă
Gavril Movilă (n. secolul al XVII-lea – d. decembrie 1635) a fost Domnul Țării Românești în intervalul iunie 1618 - iulie 1620.

## Biografie

### Venirea la tron
Era fiul lui Simion Movilă, cel care a ținut tronul muntean în perioada ulterioară fugii lui Mihai Viteazul.
La momentul detronării lui Radu Mihnea, boierii îl vor dori pe Gavril Movilă ca domn, datorită erudiției și educației sale. Poarta îl va alege în schimb pe Alexandru Iliaș.
Deoarece Iliaș îi sprijinea pe greci, oferindu-le funcții ce le aduceau un venit mare, în 1617 a avut loc o răscoală împotriva acestuia condusă de vornicul Cârstea, în care au fost implicați și alți boieri, precum Lupu paharnicul Mehedințeanu și Busdugan căpitanul. În cele din urmă, boierii vor reuși să-l răstoarne de la domnie pe Alexandru Iliaș. Ca urmare a detronării foarte mulț greci atât din București cât și din toată țara vor fi uciși, cei mai mulți boieri, prelați și negustori. Atât Lupu, cât și Busdugan au plătit cu viața, aceștia fiind dați pe mâna pașei și trași în țeapă. 
Ca urmare a revoltei, otomanii vor accepta să îl numească domn pe Movilă, în speranța de a-i calma pe boierii pământeni.
Auzind creditorii lui Alexandru despre mazilirea lui, veniră în mare număr la divan, jăluindu-se că partizanii lui Gavril, pricinuiseră răscoala întâmplată și ruina acelui principe, precum și acea a creditorilor care nu ar fi încă plătiți. Gavril aflând de această jăluire veni și el la divan, temându-se mai ales de vizir a cărui femee proteguia pe Alexandru. Vizirul însă îi spuse că „odată ce sărutase poala sultanului trebuia să meargă în Valahia; dar că întru cât Alexandru lăsase multe datorii, ar trebui să caute a mulțămi și pe creditorii lui, la care lucru Gavril nu răspunse nimic, dând prin tăcerea lui a înțelege, că consimția la îndatorirea ce i se impune.